# Bio Inc. Redemption
Bio Inc. Redemption — компьютерная игра в жанрах стратегия и медицинский симулятор, разработанная и изданная DryGin Studios.  Была выпущена на Windows 18 мая 2017 года.

## Игровой процесс
У игрока есть выбор между Жизнью и Смертью. В первом нужно спасать людей, а во втором создавать болезни. В Bio Inc. Redemption имеется более 600 болезней, множество видов лечения и выявления симптомов. Помимо одиночной кампании в игре есть мультиплеер, где игрокам предстоит соревноваться друг с другом в эффективности.

## Отзывы
| Сводный рейтинг       | Сводный рейтинг |
| Агрегатор             | Оценка          |
| --------------------- | --------------- |
| Metacritic            | (PC) 58/100     |
| OpenCritic            | 58/100          |
| Иноязычные издания    |                 |
| Издание               | Оценка          |
| The Overpowered Noobs | 40/100          |
| Play! Zine            | 80/100          |
| Gaming Trend          | 65/100          |
| Русскоязычные издания |                 |
| Издание               | Оценка          |
| PlayGround.ru         | 7/10            |

Рецензент Play! Zine назвал Bio Inc. Redemption удачной адаптацией и без того хорошей мобильной игры. Обозреватель из The Overpowered Noobs заявил: «Bio Inc. Redemption является сбивающий с толку игрой: одна её часть хочет восприниматься всерьёз, как реалистичный медицинский симулятор, в то время как другие части, кажется, пытаются вызвать смех», однако он похвалил игровой процесс, назвав его интересным.